# Borghild Hammerich
Pour les articles homonymes, voir Hammerich.
Borghild Hammerich (2 mars 1901 - 8 septembre 1978) est une activiste norvégienne connue pour son rôle dans l'aide humanitaire au profit de la Norvège occupée au cours de la Seconde Guerre mondiale. 

## Biographie
Borghild Schmidt est née à Bergen, en Norvège. Elle est la fille de Lauritz Peter Schmidt (1873-1946), constructeur automobile et de Petra Marie Mortensen (1873-1958). Parti s'installer à Copenhague, elle rencontre l'officier de la marine royale danoise, Carl Hammerich, qu'elle épouse en 1921. 
A la déclaration de guerre, le couple reste à Copenhague où son époux est nommé chef d'état-major. Touchée par la situation dans son pays, elle décide de créer, dans la colonie norvégienne de la ville, une collecte de vêtements. C'est le début du Danskhjelpen, aussi appelé Norgeshjælpen en danois,. Le premier colis arrivé à la Croix-Rouge norvégienne à Oslo à l'automne 1940 mais à l'été 1941,les colis doivent prendre fin, les exports de textiles n'étant plus autorisés. Hammerich décide de se tourner alors vers les colis de nourriture, et fonde le Comité des femmes norvégiennes (norvégien : norske Damekomité), d'abord centrée à Copenhague mais qui finit par s'étendre à plusieurs autres villes danoises. À partir du printemps 1943, le Comité offre également de la soupe aux écoles. En tout, l’association a envoyé 32 000 tonnes de marchandises au cours de la guerre. 
Son époux, lui aussi impliqué dans l'aide à la Norvège meurt le 21 mars 1945 lors du bombardement du bâtiment de la Gestapo à Copenhague par la Royal Air Force.   
Après la libération du Danemark et de la Norvège à la fin de la Seconde Guerre mondiale, Borghild Hammerich devient secrétaire général du Fonds de coopération dano-norvégien (norvégien : Fondet for dansk-norsk samarbeid). Le fonds acquiert deux terrains, un près d'Oslo, le second près de Gentofte et y fait construire des foyers culturels pour les étudiants norvégiens au Danemark et les étudiants danois en Norvège. 
Pour ses efforts humanitaires, Borghild Hammerich obtint un doctorat honorifique de l'Université d'Oslo le 3 septembre 1945. Elle est nommée, la même année, commandeur de l'ordre royal norvégien de Saint-Olav. Elle meurt le 8 septembre 1978 et est enterrée Cimetière de Notre-Sauveur à Oslo. 

## Distinctions
- Commandeur de l'ordre de Saint-Olaf.